# Раджендра Прасад
Раджендра Прасад (3 грудня 1884, Зерадеї, Біхар — 28 лютого 1963, Патна) — індійський політичний і державний діяч, перший президент Індії. 
У 1908 закінчив Калькуттський університет. Юрист. 
З 1911 — член партії Індійський національний конгрес (IHK). 
З 1917 — учасник національно-визвольного руху в Індії. 
В 1934, 1939, 1947–1948 — голова IHK. 
У 1942–1945 — в ув'язненні. 
В 1946—50 — голова Установчих зборів Індії. 
В 1952–1962 — президент Індії.